# Карузіна Ірина Петрівна
Іри́на Петрі́вна Кару́зіна (1914–1979) — російський біолог.
Донька професора Петра Карузіна. Перша дружина професора Іллі Збарського.
Автор низки навчальних книг («Біологія», «Основи генетики», «Підручник біології», «Навчальний посібник з основ генетики»).